# Tala jezik
Tala jezik (ISO 639-3: tak), afrazijski jetik uže zapadnočadske skupine čadskih jezika, kojim govori oko 1 000 ljudi (1993) u nigerijskoj državi Bauchi u LGA Bauchi, sela Kuka i Talan Kasa.
Tala zajedno s jezicima guruntum-mbaaru [grd], ju [juu] i zangwal [zah] čini podskupinu Guruntum koja je dio šire skupine barawa.

## Vanjske poveznice
- Ethnologue (14th)
- Ethnologue (15th)